# Odet d’Aydie
Odet d’Aydie, Herr von Lescun (* um 1425; † August 1498) entstammte einer Familie des niederen Adels der Gascogne. Sein Vater war Bertrand d’Aydie, Kapitän im Sold des Königs.
Aydies Karriere begann 1454, als er zum Bailli des Cotentin ernannt wurde, was er bis 1461 blieb. Er war einer der Vertrauten von Charles de Valois, Herzog von Berry, dem Bruder König Ludwigs XI., an dessen sämtlichen Unternehmen gegen den König er teilnahm, beginnend mit der Ligue du Bien public (1465). Durch Charles wurde er 1469 Admiral, 1472 dann Seneschall von Guyenne.
Nach dem Tod Charles’ band Ludwig XI. ihn mit einer Pension an sich, ernannte ihn zum Admiral von Frankreich, beließ ihn gleichzeitig als Seneschall von Guyenne. 1478 machte er ihn zum Grafen von Comminges und Vizegrafen (vicomte) von Fronsac.
Odet d’Aydie hatte Marie de Lescun geheiratet, Erbin von Lescun und Tochter von Mathieu de Lescun, der vermutlich ein Vetter des Bastards von Armagnac Jean de Lescun, Marschall von Frankreich und Graf von Comminges, war.
1479 wurde er Gouverneur von Rouen und Caen, spielte dann eine wichtige Rolle am Hof des Herzogs der Bretagne Franz II.
Odet d’Aydie stand nach dem Tod Ludwigs XI. gegen Anne de Beaujeu, die älteste überlebende Tochter Ludwigs, die 1483, nach dem Tod ihres Vaters, zur Regentin für ihren minderjährigen Bruder Karl VIII. ernannt worden war, auf Seiten des Herzogs von Orléans, dem späteren König Ludwig XII. Dennoch wurde er 1484 – neben dem Amt des Seneschalls – auch Gouverneur von Guyenne. 1487 wurde er während des Guerre folle aller seiner Ämter enthoben.
Seine Tochter Jeanne heiratete Jean de Foix, Vicomte de Lautrec. Ihre Nachkommen führten den Titel eines Grafen von Comminges, ohne im Besitz des Lehens zu sein, da Comminges nach dem Tod Odet d’Aydies endgültig mit der Krone vereinigt wurde.
Odet d’Aydie hatte einen gleichnamigen Bruder, genannt Odet d’Aydie le Jeune, der ebenfalls Herr von Lescun war. Dieser Odet d’Aydie war königlicher Kammerherr und von 1480 bis 1487 Seneschall von Carcassonne.
| Personendaten    | Personendaten          |
| ---------------- | ---------------------- |
| NAME             | Aydie, Odet d’         |
| KURZBESCHREIBUNG | Admiral von Frankreich |
| GEBURTSDATUM     | um 1425                |
| STERBEDATUM      | August 1498            |